# Tanjung Aji
Tanjung Aji is een bestuurslaag in het regentschap Lampung Timur van de provincie Lampung, Indonesië. Tanjung Aji telt 3545 inwoners (volkstelling 2010).